# Carlos Alberto Álvarez (futbolista)
Carlos Alberto Álvarez (nacido en Rosario, el 16 de enero de 1934) es un exfutbolista argentino que se inició en Rosario Central. Se desempeñaba como mediocampista y vistió también la casaca de la Selección Argentina.

## Carrera

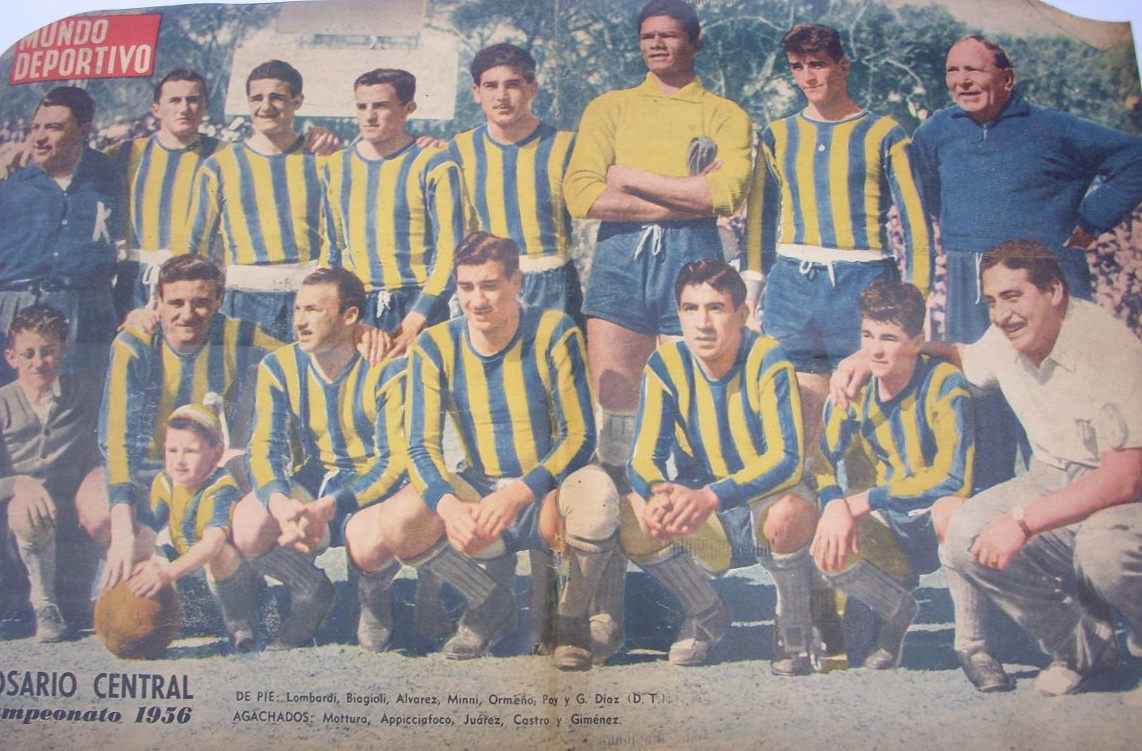
Rosario Central 1956. Parados: Juan Lombardi, Juan Carlos Biagioli, Carlos Álvarez, José Minni, Wálter Ormeño, José Poi, Gerónimo Díaz (entrenador); hincados: Oscar Mottura, Roberto Appiciafuocco, Miguel Antonio Juárez, Juan Castro, Ricardo Giménez.

Álvarez tuvo su debut durante la disputa del Campeonato 1955; jugaba preferentemente como volante por derecha. Al año siguiente obtuvo la titularidad del puesto, manteniéndose hasta 1960 y faltando a muy pocos partidos. En total vistió la camiseta auriazul en 162 partidos.
Luego de jugar para la Selección Argentina durante 1960, su pase fue adquirido por San Lorenzo de Almagro; en el Ciclón fue subcampeón en Campeonato 1961, aunque con poca participación, ya que en dos temporadas disputó solo 9 encuentros.

## Clubes
| Club            | País      | Año       |
| --------------- | --------- | --------- |
| Rosario Central | Argentina | 1955-1960 |
| San Lorenzo     | Argentina | 1961-1962 |

## Selección Argentina
Disputó 8 encuentros durante 1960. Fue titular en los seis partidos que disputó Argentina durante el Campeonato Panamericano de Fútbol, que se desarrolló en Costa Rica y en el que la albiceleste obtuvo el título. Posteriormente jugó los dos encuentros correspondientes a la Copa Roca de ese año, ante el Seleccionado de Brasil.

### Torneos disputados
| Copa                        | Sede       | Resultado  | PJ | Goles |
| --------------------------- | ---------- | ---------- | -- | ----- |
| Panamericano de Fútbol 1960 | Costa Rica | Campeón    | 6  | 0     |
| Copa Roca 1960              | Argentina  | Subcampeón | 2  | 0     |

#### Detalle de partidos

##### Campeonato Panamericano
| Fecha      | Rival      | Resultado |
| ---------- | ---------- | --------- |
| 08-03-1960 | Costa Rica | 0-0       |
| 10-03-1960 | México     | 3-2       |
| 13-03-1960 | Brasil     | 2-1       |
| 15-03-1960 | Costa Rica | 2-0       |
| 17-03-1960 | México     | 2-0       |
| 20-03-1960 | Brasil     | 0-1       |

##### Copa Roca
| Fecha      | Rival  | Resultado |
| ---------- | ------ | --------- |
| 26-05-1960 | Brasil | 4-2       |
| 20-05-1960 | Brasil | 1-4       |

## Palmarés
| Equipo              | Título                 | Sede       | Año  |
| ------------------- | ---------------------- | ---------- | ---- |
| Selección Argentina | Panamericano de Fútbol | Costa Rica | 1960 |